# Mukaziga
Mukaziga är ett periodiskt vattendrag i Burundi.   Det ligger i provinsen Cankuzo, i den nordöstra delen av landet, 140 km öster om huvudstaden Bujumbura.
Omgivningarna runt Mukaziga är en mosaik av jordbruksmark och naturlig växtlighet. Runt Mukaziga är det ganska tätbefolkat, med 96 invånare per kvadratkilometer.